# Polyspilota
Polyspilota är ett släkte av bönsyrsor som ingår i familjen Mantidae, underfamiljen Mantinae och tribus Polyspilotini. Släktet beskrevs av Burmeister 1838.

## Bildgalleri

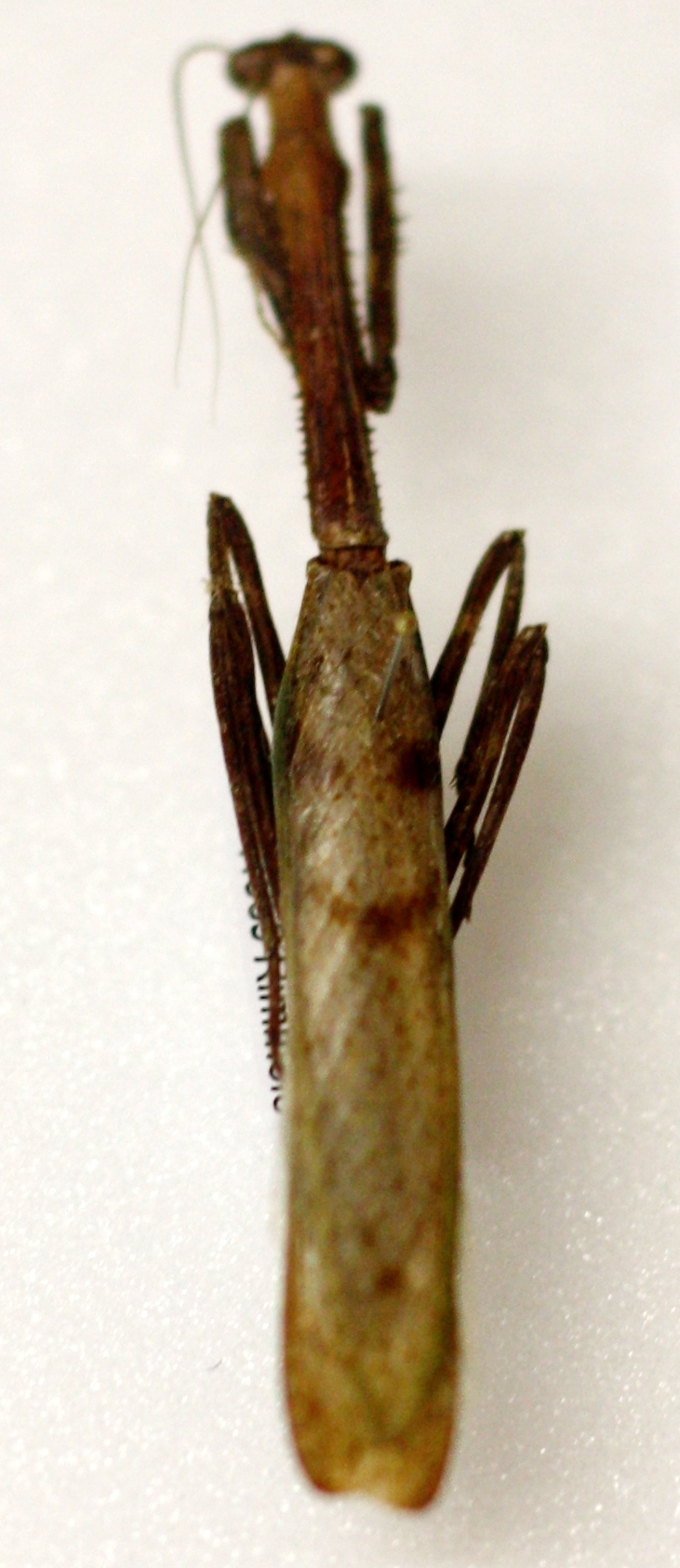
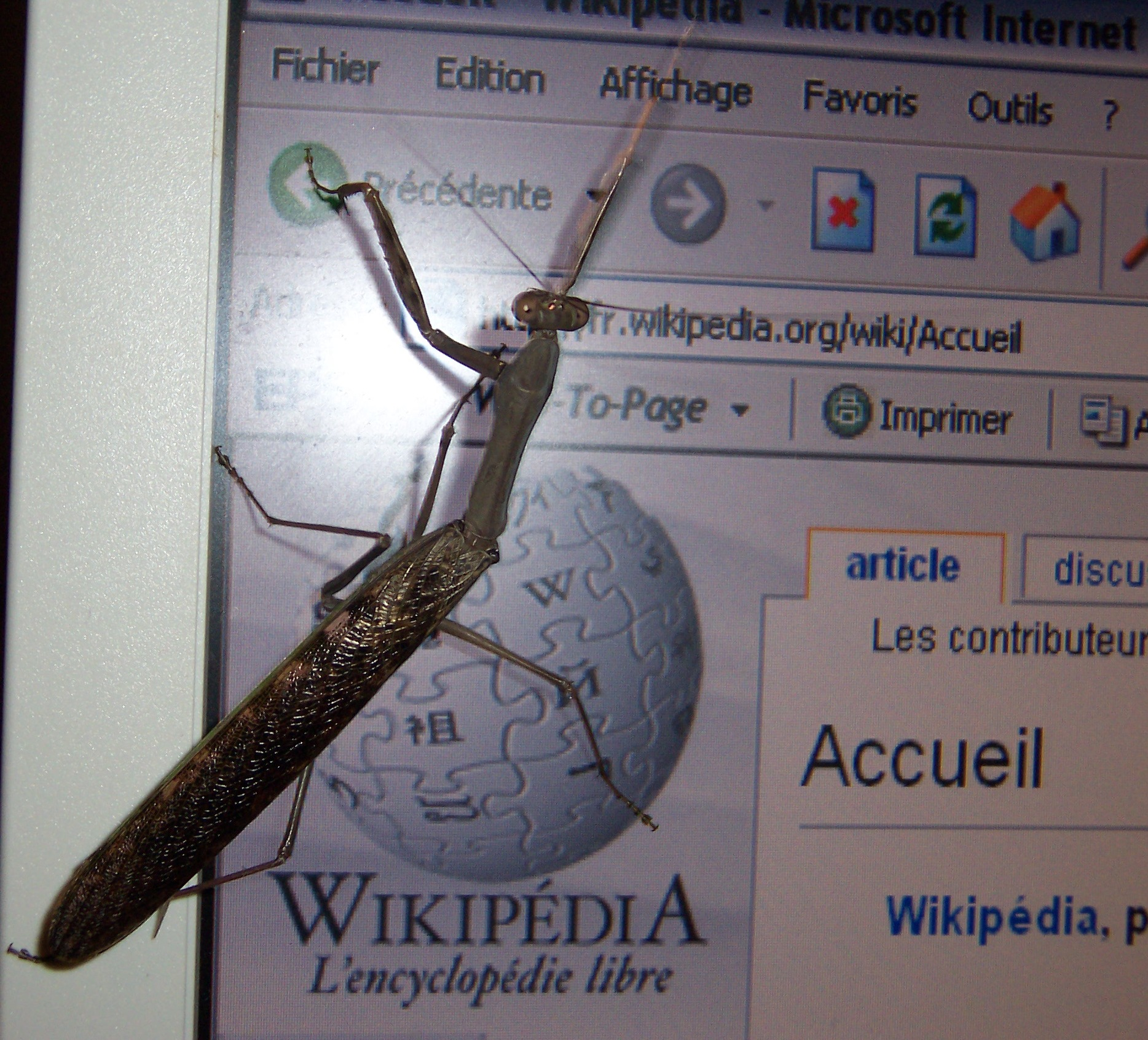